# La Fille sans dot (Ostrovski)

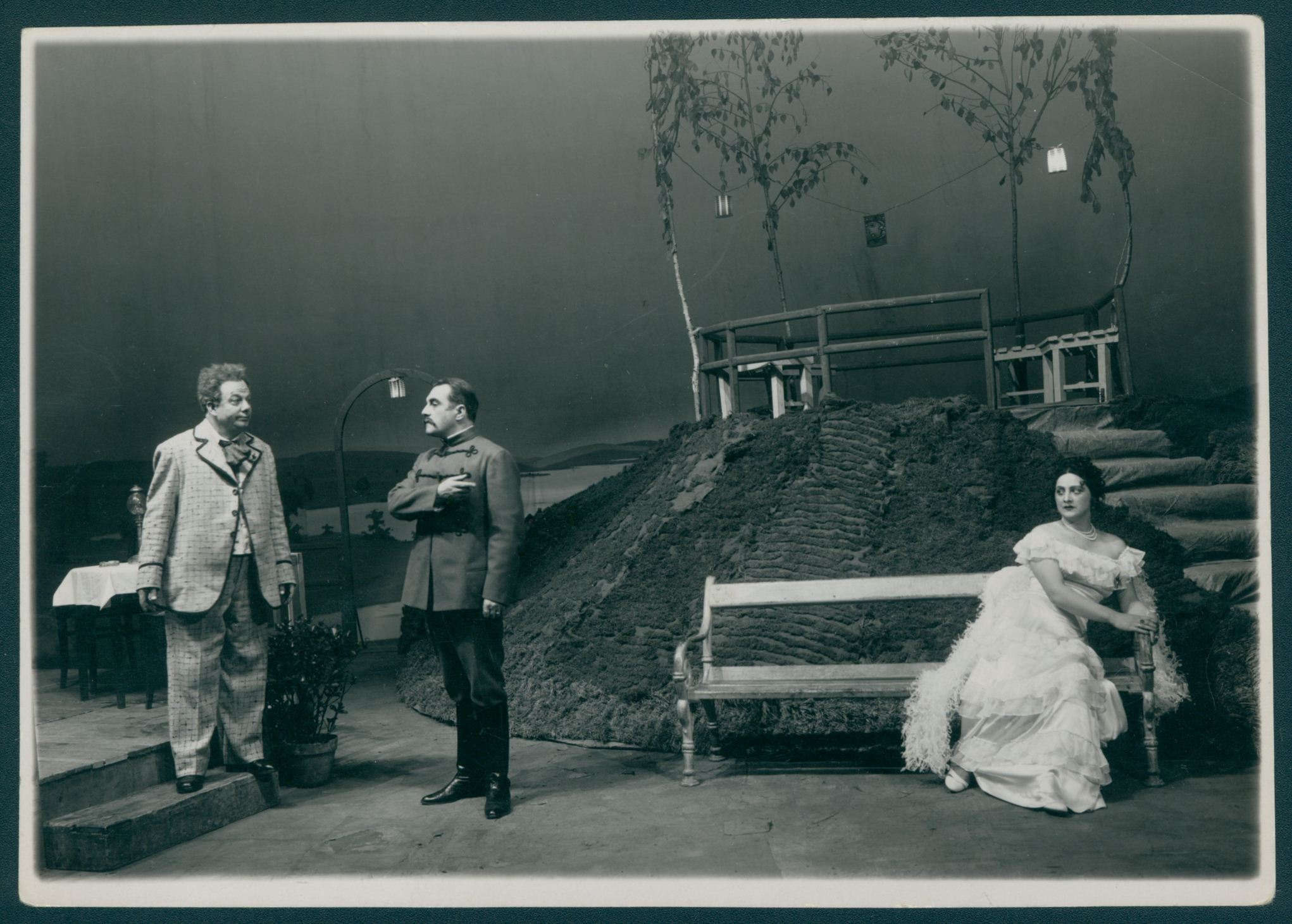
Représentation à Sofia en 1937/1938, avec Petia Gerganova dans le rôle de Larissa.

La Fille sans dot (russe : Бесприданница) est une pièce de théâtre dramatique en quatre actes du dramaturge russe Alexandre Ostrovski dont la première a eu lieu le 10/22 novembre 1878 au Théâtre Maly de Moscou. Elle est publiée dans le numéro de janvier suivant des Annales de la Patrie. La critique fait preuve d'indifférence à l'égard de la pièce, mais plus tard celle-ci est considérée comme un classique du théâtre russe. Yakov Protazanov l'a adaptée au cinéma en 1937 sous le titre La Fille sans dot et Eldar Ryazanov en 1984, sous le titre Romance cruelle.

## Personnages
- Kharita Ignatievna Ogoudalova, veuve d'âge mûr; habillée avec grâce et audace, mais de façon trop jeune.
- Larissa Dmitrievna, sa fille, jeune femme vêtue d'une manière très élégante et non ostentatoire.
- Moki Parmionytch Knourov, homme d'affaires fortuné avec une énorme situation, d'âge mûr.
- Vassili Danilytch Vojevatov, très jeune homme, représentant d'une riche famille du négoce, habillé à la dernière mode européenne.
- Iouli Kapitonytch Karandychev, jeune homme, fonctionnaire peu fortuné.
- Sergueï Sergueïtch Paratov, gentilhomme brillant, issu d'une famille propriétaire d'une flottille fluviale, environ 30 ans.
- Robinson, acteur.
- Ilia, tzigane.
- Euphrosyne Potapovna, tante de Karandychev.
- Gavrilo, serveur du club et tenancier d'un petit café sur le boulevard.
- Ivan, garçon de café du café du boulevard.
- Un laquais de Mme Ogoudalova.
- Tziganes.

## Argument
L'histoire se déroule à Briakhimov, « grande ville au bord de la Volga ». Larissa, après une année de désespoir à cause de sa rupture inexpliquée avec le riche Paratov qu'elle adorait, décide de se marier avec le premier qui l'approcherait. Karandychev est un homme stupide, ennuyeux et vain, mais Larissa ne s'en préoccupe pas trop, voulant se marier pour touner la page et tout quitter. Soudainement, Paratov arrive, ce qui provoque du remous dans la bonne société de la ville et dans le cœur de la jeune femme. En effet Paramov est sur le point d'épouser une femme riche et pour l'heure profite de ses derniers moments de célibataire, vendant les bateaux qui lui appartenaient pour faire la noce. Il se rend compte que Larissa est encore amoureuse de lui et qu'il a encore du sentiment pour elle.
Karandychev donne un dîner et parmi ses invités il y a Vojevatov qui est un ami d'enfance de Larissa, le millionnaire Knourov (qui a dit plus tôt à la mère de Larissa qu'il emmènerait bien Larissa à Paris si elle le veut) et Paratov. Ce dernier, afin de punir Karandychev d'avoir été impoli et de le montrer vraiment pour ce qu'il est à Larissa, se sert des prouesses alcooliques d'un ami acteur (Robinson) pour ridiculiser Karandychev. Ensuite  Paratov, Knourov et Vojevatov partent pour un pique-nique nocturne improvisé.  
À la fin de la réception, Larissa s'approche de Paratov et lui demande de l'épouser. Mais il lui répond brusquement qu'il ne le fera pas car il a donné sa parole à une autre femme. Larissa se sent humiliée, trahie et compromise. Incapable de rentrer et de faire face à son fiancé qu'elle déteste désormais, elle songe alors au suicide. Knourov et Vojevatov s'entretiennent et décident de jouer à pile ou face pour savoir lequel d'entre eux serait assez heureux pour emmener Larissa à Paris. Le plus âgé gagne, mais Larissa repousse son offre. Karandychev apparaît en brandissant un des pistolets turcs de sa collection, suppliant Larissa de rentrer chez elle. Elle refuse pleine de ressentiment et c'est alors que Karandychev dans un accès de désespoir la blesse mortellement. Larissa s'empare du pistolet comme si elle voulait simuler un suicide et prononce ses dernières paroles: « Vous êtes tous...de bonnes personnes et...je vous aime tous. »

## Composition
L'auteur a eu l'idée de cette pièce le 4/16 novembre 1874 à Moscou. Il écrit à son ami acteur Fiodor Bourdine le 1er/13 octobre 1876: « Mon attention et mon énergie sont maintenant tendues vers ma prochaine grande pièce à laquelle je travaille depuis un an...J'espère la terminer cette année et j'ai l'intention de la peaufiner avec la plus grande attention car cela sera ma quarantième œuvre. » Du reste, Ostrovski inscrit sur le manuscrit  « Opus 40 ».
Il mentionne encore cette pièce dans une lettre du 3/15 février 1878 adressée à Bourdine: « Je suis occupé maintenant à une grande pièce originale. Je devrais la terminer cet hiver avant le début de la nouvelle saison pour être tranquille cet été. » Cependant, il  continue à travailler à sa pièce tout l'été et tout l'automne dans sa maison de campagne de Chtchelykovo, tout en s'occupant des négociations à propos de la future production de la pièce. La pièce est terminée le 17/29 octobre 1878 et il l'envoie à Bourdine le 26 octobre/7 novembre suivant et deux jours plus tard elle est approuvée par le comité de théâtre et de littérature.
Bourdine n'est pas satisfait du personnage de Knourov qu'il juge comme « secondaire » et suggère de couper certains passages dans la pièce. Ostrovski lui répond: « J'ai lu cinq fois la pièce à Moscou, et parmi les auditeurs il y avait des gens que je ne pourrais pas vraiment qualifier d'amis, mais ils étaient tous d'accord pour dire que La Fille sans dot était ma meilleure pièce. L'idée de couper quoi que ce soit du texte ne leur a même pas effleuré l'esprit. Mais vous-même vous pouvez couper ce que vous voulez, je ne m'y opposerai pas. »

## Histoire
La première de La Fille sans dot a lieu au Théâtre Maly de Moscou le 10/22 novembre 1878 au bénéfice de l'acteur Nikolaï Mouzil dans le 
rôle de Robinson. Les rôles sont tenus par Glikeria Fedotova (Larissa), Alexandre Lenski  (Paratov), Mikhaïl Sadovski (Karandychev), Ivan Samarine (Knourov). Quelques jours plus tard, elle est jouée pour la deuxième fois au bénéfice de Prov Sadovski avec Maria Ermolova dans le rôle de Larissa. Ostrovski rapporte dans une lettre à Bourdine le grand succès que ses représentations ont remporté.
La pièce est représentée à Saint-Pétersbourg pour la première fois le 22 novembre/4 décembre 1878 au Théâtre Alexandra au bénéfice de Bourdine. Le rôle de Larissa est interprété par Maria Savina. C'est elle qui attire l'attention car sinon les critiques sont très mitigées.
Au début des années 1890, la grande actrice Vera Komissarjevskaïa fait revivre la pièce sur scène interprétant Larissa d'une manière vraiment unique. Constantin Stanislavski dirige une nouvelle production pour sa Société d'art et de littérature (qui mêle des acteurs professionnels à des amateurs) qui se déroule à partir du 19/31 décembre 1896. À l'époque soviétique, la pièce  est jouée très fréquemment dans toute l'URSS, faisant son retour au répertoire du Théâtre Maly en 1948.

## Adaptations
- La Fille sans dot, film de Yakov Protazanov (1936);
- La Fille sans dot, ballet d'Alexandre Friedländer (1958).